# Autumn Story
Autumn Story é o terceiro extended play do grupo masculino sul-coreano Astro, lançado pela Fantagio Music em 10 de novembro de 2016 e distribuído pela Interpark INT. O EP contém 5 faixas, incluindo o single "Confession".

## Lista de faixas
| N.º            | Título                                  | Compositor(es)                       | Produtor(es)         | Duração |  |
| 1.             | "Lonely"                                | Iggy Yong-bae, Jin Jin, Rocky        | Iggy Yong-bae        | 3:22    |  |
| 2.             | "Confession" (고백)                     | Iggy Yong-bae, Jin Jin, Rocky        | Iggy Yong-bae        | 3:05    |  |
| 3.             | "Your Love" (사랑이)                    | Lee Hoo-sang, Mingki, Jin Jin, Rocky | Lee Hoo-sang, Mingki | 3:48    |  |
| 4.             | "Colored" (물들어)                      | Park Woo-sang, Jin Jin, Rocky        | Park Woo Sang        | 3:10    |  |
| 5.             | "Star" (별)                             | Iggy Yong-bae, Jin Jin, Rocky        | Iggy Yong-bae        | 3:15    |  |
| 6.             | "Confession Talk" (고백 Talk) (CD Only) |                                      |                      |         |  |
| Duração total: | Duração total:                          | Duração total:                       | Duração total:       | 20:37   |  |

## Desempenho  nas paradas musicais

### Paradas semanais
| Parada musical (2016)              | Melhor posição |
| ---------------------------------- | -------------- |
| Coreia do Sul (Gaon)               | 6              |
| Estados Unidos (World Album Chart) | 15             |

### Paradas mensais
| Parada musical (2016) | Melhor posição |
| --------------------- | -------------- |
| Coreia do Sul (Gaon)  | 12             |

## Vendas e Certificações
| País          | Vendas  |
| ------------- | ------- |
| Coreia do Sul | 63,937+ |

## Histórico de lançamento
| País          | Data                   | Gravadora | Formato             |
| ------------- | ---------------------- | --------- | ------------------- |
| Coreia do Sul | 10 de Novembro de 2016 | Fantagio  | Download digital CD |
| Mundo         | 10 de Novembro de 2016 | Fantagio  | Download digital    |